# Laura La Piana
Laura La Piana (Rivoli, 27 luglio 1981) è una nuotatrice italiana, specializzata nelle gare di fondo.

## Carriera
Esordisce agli Europei 2002 a Berlino, ottenendo un sesto posto nei 25 km. L'anno seguente arriva quinta nella Capri-Napoli e sempre nei 25 km ai Campionati mondiali di Barcellona è quinta. Nel 2004 fa segnare i suoi migliori risultati, con il sesto posto ai mondiali di fondo a Dubai nei 25 km, l'argento alla Coppa LEN di Nottingham nei 5 km e il quarto posto alla Coppa del Mondo di Nuoto di Ein El Sokhna nei 10 km. Nel 2005 ottiene il bronzo ai Campionati mondiali di Montreal nei 25 km. Nel 2006 ai Mondiali di fondo a Napoli è nona nei 10 km, specialità in cui ottiene il sesto posto agli europei di Budapest, nei quali è sesta anche nei 25 km.

## Palmarès
| Campionati del mondo           | 10 km individuale | 25 km individuale | 25 km a squadre                          |
| 2003 Barcellona Spagna         | ---               | 5ª 5h38'21"7      | ---                                      |
| 2005 Montréal Canada           | ---               | Bronzo 5h 25'11"5 | Bronzo: 15h 42'14"3 frazione: 5h 25'11"5 |
| 2007 Melbourne Australia       | 12ª 2h 05'29"8    | 8ª 6h 07'21"7     | ---                                      |
| Mondiali in acque libere       | 10 km individuale | 25 km individuale | 25 km a squadre                          |
| 2002 Sharm el Sheikh Egitto    | ---               | 8ª 6h 28'05       | 4ª - 18h 23'26" frazione: 6h 28'05       |
| 2004 Dubai Emirati Arabi Uniti | ---               | 6ª 5h 43'43"4     | 6ª - 16h 57'31"0 frazione: 5h 43'43"4    |
| 2006 Napoli Italia             | 9ª 2h 20'32"1     | ritirata          | ---                                      |
| 2008 Siviglia Spagna           | ---               | 8ª 5h 29'05"2     | ---                                      |
| Campionati europei             | 10 km individuale | 25 km individuale | ---                                      |
| 2002 Berlino Germania          | ---               | 6ª 5h 35'03"5     | ---                                      |
| 2004 Madrid Spagna             | ---               | ritirata          | ---                                      |
| 2006 Budapest Ungheria         | 6ª 2h 07'19"0     | 6ª 5h 36'37"6     | ---                                      |
| 2008 Dubrovnik Croazia         | ---               | ritirata          | ---                                      |

### Campionati italiani
4 titoli individuali, così ripartiti:
- 1 nei 10 km di fondo
- 3 nei 25 km di fondo

| Anno | Edizione    | st.libero 800 m | st.libero 1500 m | st.libero 5000 m | st.libero 4x200 m |
| ---- | ----------- | --------------- | ---------------- | ---------------- | ----------------- |
| 2000 | Estivi      | -               | -                | -                | 2                 |
| 2001 | Primaverili | -               | -                | 2                | 3                 |
| 2002 | Primaverili | -               | -                | 3                | -                 |
| 2004 | Estivi      | 3               | -                | -                | -                 |
| 2005 | Estivi      | -               | 3                | -                | -                 |

edizioni in acque libere
questa tabella è incompleta
| Anno | Edizione | fondo 5 km | fondo 10 km | fondo 25 km |
| ---- | -------- | ---------- | ----------- | ----------- |
| 2002 | Fondo    | -          | -           | 1           |
| 2004 | Fondo    | -          | 3           | -           |
| 2006 | Fondo    | -          | 1           | 1           |
| 2007 | Fondo    | 2          | -           | 1           |